# Lake City (Arkansas)
Lake City es una ciudad ubicada en el condado de Craighead en el estado estadounidense de Arkansas. En el Censo de 2010 tenía una población de 2082 habitantes y una densidad poblacional de 262,87 personas por km².

## Geografía
Lake City se encuentra ubicada en las coordenadas 35°49′10″N 90°27′14″O / 35.81944, -90.45389. Según la Oficina del Censo de los Estados Unidos, Lake City tiene una superficie total de 7.92 km², de la cual 7.81 km² corresponden a tierra firme y (1.34%) 0.11 km² es agua.

## Demografía
Según el censo de 2010, había 2082 personas residiendo en Lake City. La densidad de población era de 262,87 hab./km². De los 2082 habitantes, Lake City estaba compuesto por el 96.93% blancos, el 0.53% eran afroamericanos, el 0.19% eran amerindios, el 0% eran asiáticos, el 0% eran isleños del Pacífico, el 0.72% eran de otras razas y el 1.63% pertenecían a dos o más razas. Del total de la población el 1.73% eran hispanos o latinos de cualquier raza.